# Quận Milam, Texas
Quận Milam (tiếng Anh: Milam County) là một quận trong tiểu bang Texas, Hoa Kỳ. Quận lỵ đóng ở thành phố Cameron6. Theo kết quả điều tra dân số năm  2000 của Cục điều tra dân số Hoa Kỳ, quận có dân số 1836 người.

## Thông tin nhân khẩu
Theo điều tra dân số 2 năm 2000, đã có 24.238 người, 9.199 hộ, và 6.595 gia đình sống trong quận. Mật độ dân số là 24 người cho mỗi dặm vuông (9/km ²). Có 10.866 đơn vị nhà ở với mật độ trung bình là 11 cho mỗi dặm vuông (4/km ²). Cơ cấu dân tộc của dân số quận gồm 78,89% người da trắng, 11,05% da đen hay Mỹ gốc Phi, 0,50% người Mỹ bản xứ, 0,22% người châu Á, 0,01% người đảo Thái Bình Dương, 7,70% từ các chủng tộc khác, và 1,63% từ hai hoặc nhiều chủng tộc. 18,63% dân số là người Hispanic hay Latino thuộc chủng tộc nào. 16,7% là người Mỹ, 16,1% người Đức, 7,2% người Anh và Ailen 6,8% tổ tiên theo điều tra dân số năm 2000.
Có 9.199 hộ, trong đó 32,40% có trẻ em dưới 18 tuổi sống chung với họ, 56,50% là các cặp vợ chồng sống với nhau, 11,30% có chủ hộ là nữ không có mặt chồng, và 28,30% là không lập gia đình. 25,90% của tất cả các hộ gia đình đã được tạo thành từ các cá nhân và 14,10% có người sống một mình 65 tuổi trở lên đã được người. Bình quân mỗi hộ là 2,59 và cỡ gia đình trung bình là 3,11.
Trong quận, cơ cấu tuổi dân số với 27,50% ở độ tuổi dưới 18, 7,70% 18-24, 24,70% 25-44, 22,90% 45-64, và 17,20% người 65 tuổi trở lên. Tuổi trung bình là 38 năm. Cứ mỗi 100 nữ có 96,10 nam giới. Cứ mỗi 100 nữ 18 tuổi trở lên, đã có 90,60 nam giới.
Thu nhập trung bình cho một hộ gia đình trong quận đã được $ 33.186, và thu nhập trung bình cho một gia đình là $ 40.431. Nam giới có thu nhập trung bình $ 30.149 so với 20.594 $ cho phái nữ. Thu nhập trên đầu cho các quận được $ 16,920. Giới 12,20% gia đình và 15,90% dân số sống dưới mức nghèo khổ, trong đó có 21,80% những người dưới 18 tuổi và 15,30% có độ tuổi từ 65 trở lên.